# Emaa
Emanuela Alexa (n. 2 aprilie 1992, Lugoj, Timiș, România), cunoscută profesional ca Emaa (stilizat cu majuscule), este o cântăreață și compozitoare română. Ea a devenit cunoscută în anul 2020 după lansarea piesei „Insula”, în colaborare cu The Motans, care i-a adus colaborarea cu Global Records. În vara lui 2021, Carla's Dreams lansează primul proiect cu Emaa, iar single-ul „N-aud” a intrat rapid în topurile muzicale din România și Republica Moldova.

## Viața și cariera
Emanuela Alexa s-a născut pe 2 aprilie 1992, în Lugoj, România. Emaa a început să cânte de mică, fiind încurajată de mama sa și de bunici. La vârsta de trei ani, a participat la Tip Top MiniTop, un concurs televizat de talente pentru copii. A terminat liceul în orașul natal și s-a mutat la Timișoara, unde a studiat la Facultatea de Sociologie și Psihologie a Universității de Vest.
După absolvirea facultății, Emaa a început să cânte cu trupa de rock alternativ BAB din Timișoara, în calitate de compozitoare și solistă vocală. Din 2015, ea a început o colaborare pe termen lung cu Silent Strike și a lansat primul ei single, „Mâine”, cu Deliric.
În 2017, Emaa a fost vocea feminină în melodiile de pe albumul lansat de Silent Strike și intitulat It`s Not Safe To Turn Off Your Computer.
În 2018, ea a lucrat cu Silent Strike, Deliric, Seek Music și Paul Parker la coloana sonoră a serialului de televiziune Hackerville de la HBO.

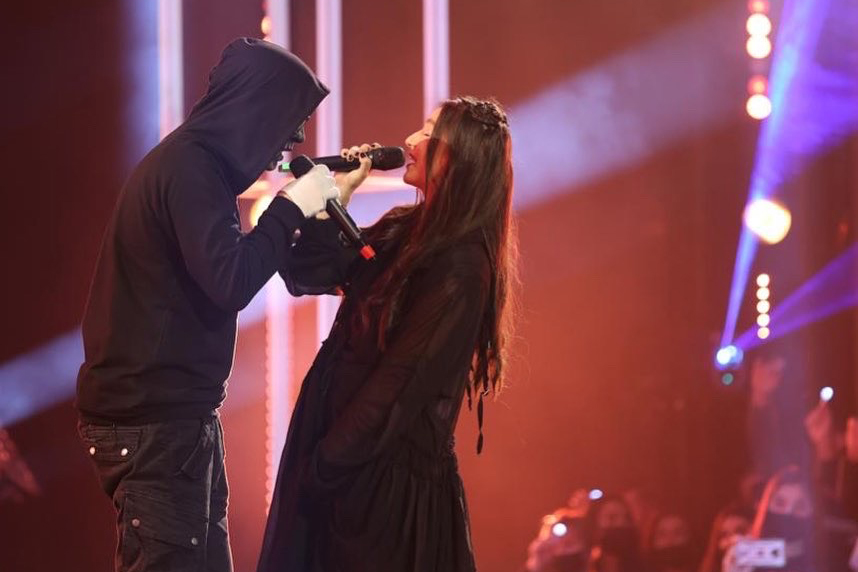
Emaa cântând cu Carla's Dreams la SuperStar România

În 2020, după ce a semnat cu Global Records, a avut o colaborare cu Sickotoy pentru piesa „Gasolina”, care a fost prezentă la radio-urile din Rusia, Polonia, Bulgaria, Portugalia, Turcia și România.
În octombrie 2020, The Motans și Emaa au lansat piesa „Insula”, care a intrat imediat în Top 10 Shazam România și Media Forest și care are peste 9 milioane de vizualizări pe YouTube.
Pe 1 decembrie 2020, artista a lansat primul ei album de studio, Macii înfloresc iarna, care conține patru piese interpretate de Emaa și trei colaborări cu Bastien, Bruja și Killa Fonic.
Din colaborarea cu Carla's Dreams pentru piesa „N-aud” (2021) a rezultat unul dintre cele mai ascultate single-uri ale momentului pe posturile de radio din România. Piesa s-a clasat pe locul 1 în topul Media Forest timp de nouă săptămâni consecutive. De asemenea, videoclipul piesei, regizat de Roman Burlacă, a înregistrat 3,6 milioane de vizualizări pe YouTube în mai puțin de o lună.
Emaa a câștigat premiul Best Upcoming Artist la The Artist Awards 2021, care a avut loc în septembrie 2021 la Craiova.

## Discografie

### Album de studio
| Titlu                   | Detalii                                                            |
| ----------------------- | ------------------------------------------------------------------ |
| Macii înfloresc iarna   | - Lansare: 1 decembrie 2020 - Casa de discuri: Global - Format: CD |
| f r a t e l e . a b i s | - Lansare: 17 aprilie 2024 - Casa de discuri: Global - Format: CD  |

### Single-uri

#### Ca artist principal
| „The City (City light)”                                                          | 2019 | — | — | — | — | — | Single                  |
| „Ego The Friend” (Live Acoustic Session)                                         | 2019 | — | — | — | — | — | Single                  |
| „The Movie”                                                                      | 2019 | — | — | — | — | — | Single                  |
| „Fun”                                                                            | 2020 | — | — | — | — | — | Single                  |
| „Macii înfloresc iarna”                                                          | 2020 | — | — | — | — | — | Macii înfloresc iarna   |
| „Zboară”                                                                         | 2020 | — | — | — | — | — | Macii înfloresc iarna   |
| „Extaz murdar” (feat. Killa Fonic)                                               | 2020 | — | — | — | — | — | Macii înfloresc iarna   |
| „Kundalini” (feat. Bruja)                                                        | 2020 | — | — | — | — | — | Macii înfloresc iarna   |
| „Copilul”                                                                        | 2020 | — | — | — | — | — | Macii înfloresc iarna   |
| „Nebună”                                                                         | 2020 | — | — | — | — | — | Macii înfloresc iarna   |
| „Luna și stelele” (feat. Bastien)                                                | 2020 | — | — | — | — | — | Macii înfloresc iarna   |
| „Zburătorul”                                                                     | 2021 | 4 | — | — | — | — | Single                  |
| „Sufletu' imun”                                                                  | 2021 | — | — | — | — | — | Single                  |
| „Atât de noi”                                                                    | 2021 | — | — | — | — | — | Single                  |
| „Supra-Eu”                                                                       | 2022 | — | — | — | — | — | 29                      |
| „Povestea Nimănui”                                                               | 2022 | — | — | — | — | — | 29                      |
| „29”                                                                             | 2022 | — | — | — | — | — | 29                      |
| „Ecou”                                                                           | 2022 | — | — | — | — | — | 29                      |
| „Prima Zi”                                                                       | 2022 | — | — | — | — | — | 29                      |
| „Ultima dată”                                                                    | 2022 | — | — | — | — | — | Single                  |
| „În fiecare seară”                                                               | 2022 | — | — | — | — | — | Single                  |
| „Iarna preferată”                                                                | 2022 | — | — | — | — | — | Single                  |
| „Razna”                                                                          | 2023 | — | — | — | — | — | Single                  |
| „Poartă-mă”                                                                      | 2023 | — | — | — | — | — | Single                  |
| „Free man falling”                                                               | 2023 | — | — | — | — | — | Spy/Master OST          |
| „Cât mai lejer” (feat. Macanache)                                                | 2023 | — | — | — | — | — | Single                  |
| „Universal rar”                                                                  | 2023 | — | — | — | — | — | Single                  |
| „Odată cu tine”                                                                  | 2023 | — | — | — | — | — | Single                  |
| „Lyudi”                                                                          | 2023 | — | — | — | — | — | Single                  |
| „Roșu stins”                                                                     | 2024 | — | — | — | — | — | Single                  |
| „În alte vieți” (feat. Mario Fresh)                                              | 2024 | — | — | — | — | — | Single                  |
| „Î n . n u m e l e . b i n e l u i”                                              | 2024 | — | — | — | — | — | f r a t e l e . a b i s |
| „D o n t . l o o k . u p”                                                        | 2024 | — | — | — | — | — | f r a t e l e . a b i s |
| „N o r i . ș i . c o n s t e l a ț i i”                                          | 2024 | — | — | — | — | — | f r a t e l e . a b i s |
| „F l o a r e . d e . l o t u s” (feat. Killa Fonic)                              | 2024 | — | — | — | — | — | f r a t e l e . a b i s |
| „A d e v ă r”                                                                    | 2024 | — | — | — | — | — | f r a t e l e . a b i s |
| „J o c u l”                                                                      | 2024 | — | — | — | — | — | f r a t e l e . a b i s |
| „S p e c t a c o l . a l b” (feat. NOUĂ UNȘPE)                                   | 2024 | — | — | — | — | — | f r a t e l e . a b i s |
| „E r o s & t h a n a t o s”                                                      | 2024 | — | — | — | — | — | f r a t e l e . a b i s |
| „L y u d i”                                                                      | 2024 | — | — | — | — | — | f r a t e l e . a b i s |
| „P o r t a l”                                                                    | 2024 | — | — | — | — | — | f r a t e l e . a b i s |
| „L u c r u r i . s i m p l e” (feat. Satoshi)                                    | 2024 | — | — | — | — | — | f r a t e l e . a b i s |
| „R e s p i r a ț i e . n o u ă”                                                  | 2024 | — | — | — | — | — | f r a t e l e . a b i s |
| „O m u l . n o p ț i i”                                                          | 2024 | — | — | — | — | — | f r a t e l e . a b i s |
| "—" denotă lansări care nu s-au clasat sau nu au fost lansate în acel teritoriu. |      |   |   |   |   |   |                         |

#### Ca artist secundar
| „Mâine” (Deliric feat. Silent Strike & Emaa)                                     | 2016 | —  | — | — | — | —   | Deliric X Silent Strike                 |
| „It`s Not Safe To Turn Off Your Computer” (Silent Strike feat. Emaa)             | 2017 | —  | — | — | — | —   | It's Not Safe to Turn off Your Computer |
| „The Edge” (Silent Strike feat. Emaa)                                            | 2017 | —  | — | — | — | —   | It's Not Safe to Turn off Your Computer |
| „Melancholia” (Silent Strike feat. Emaa)                                         | 2017 | —  | — | — | — | —   | It's Not Safe to Turn off Your Computer |
| „Synopsis” (Silent Strike feat. Emaa)                                            | 2017 | —  | — | — | — | —   | It's Not Safe to Turn off Your Computer |
| „Under Skies” (Silent Strike feat. Emaa)                                         | 2017 | —  | — | — | — | —   | It's Not Safe to Turn off Your Computer |
| „Under Skins” (Silent Strike feat. Emaa)                                         | 2017 | —  | — | — | — | —   | It's Not Safe to Turn off Your Computer |
| „Invaders” (Silent Strike feat. Emaa)                                            | 2018 | —  | — | — | — | —   | Hackerville (Original TV Soundtrack)    |
| „Control” (Silent Strike feat. Emaa)                                             | 2019 | —  | — | — | — | —   | Single                                  |
| „Sinsanity” (Silent Strike feat. Emaa)                                           | 2019 | —  | — | — | — | —   | Qb Sessions, Vol. 1                     |
| „Azi” (Deliric feat. Silent Strike & Emaa)                                       | 2019 | —  | — | — | — | —   | Deliric X Silent Strike II              |
| „Gasolina” (Sickotoy feat. Emaa)                                                 | 2020 | 10 | — | — | — | 371 | Single                                  |
| „Insula” (The Motans feat. Emaa)                                                 | 2020 | 1  | — | — | — | —   | Single                                  |
| „Extaz murdar” (Killa Fonic feat. Emaa)                                          | 2020 | —  | — | — | — | —   | Single                                  |
| „Curaj Lichid” (Taman Amu feat. Emaa)                                            | 2021 | —  | — | — | — | —   | Single                                  |
| „Pură ficțiune, Zburătorul \| Piano Session” (Florian Rus feat. Emaa)            | 2021 | —  | — | — | — | —   | Single                                  |
| „Gloanțe” (Rengle feat. Emaa & Bruja)                                            | 2021 | —  | — | — | — | —   | Single                                  |
| „N-aud” (Carla's Dreams feat. Emaa)                                              | 2021 | 1  | — | — | — | —   | Single                                  |
| „Armada” (Killa Fonic feat. Emaa)                                                | 2021 | —  | — | — | — | —   | Terra Vista                             |
| „Highs & Lows” (Nane feat. Emaa)                                                 | 2022 | —  | — | — | — | —   | Cordial (Deluxe Edition)                |
| „La timpul lor” (DJ Project feat. Emaa)                                          | 2022 | —  | — | — | — | —   | Single                                  |
| „Prima Zăpadă” (Șatra B.E.N.Z feat. Emaa)                                        | 2022 | —  | — | — | — | —   | 8 Culcat                                |
| „Warm Winds” (topictureastory feat. Emaa)                                        | 2023 | —  | — | — | — | —   | Single                                  |
| „La ce te gândești” (The Motans feat. Emaa)                                      | 2023 | —  | — | — | — | —   | Single                                  |
| „Cândva” (NOUĂ UNȘPE feat. Emaa)                                                 | 2023 | —  | — | — | — | —   | NOUĂ UNȘPE                              |
| „Fără vină” (Vlad Flueraru feat. Emaa)                                           | 2023 | —  | — | — | — | —   | Single                                  |
| "—" denotă lansări care nu s-au clasat sau nu au fost lansate în acel teritoriu. |      |    |   |   |   |     |                                         |

## Premii și nominalizări
| Anul | Premiu                    | Categoria                                  | Nominalizat / Creația                                                         | Rezultat     | Ref.   |
| ---- | ------------------------- | ------------------------------------------ | ----------------------------------------------------------------------------- | ------------ | ------ |
| 2019 | Premiul Adolf Grimme      | Premiul Adolf Grimme pentru muzică de film | Hackerville OST (Silent Strike feat. Emaa, Deliric, Seek Music & Paul Parker) | Câștigat     | [ 24 ] |
| 2019 | Berlin Music Video Awards | Best Editor                                | „Control” (Silent Strike feat. Emaa)                                          | Nominalizare | [ 25 ] |
| 2020 | The Artist Awards         | Best New Artist                            | Emaa                                                                          | Nominalizare | [ 26 ] |
| 2021 | Premiile Radar de Media   | Best Song                                  | „Zburătorul”                                                                  | Nominalizare | [ 27 ] |
| 2021 | The Artist Awards         | Best Upcoming Artist                       | Emaa                                                                          | Câștigat     | [ 28 ] |
| 2021 | The Artist Awards         | Best Collaboration                         | „Insula” (The Motans feat. Emaa)                                              | Nominalizare | [ 28 ] |

## Filmografie
| Anul | Titlu                         | Rolul | Credit         | Ref.   |
| ---- | ----------------------------- | ----- | -------------- | ------ |
| 2018 | Hackerville                   | —     | Coloana sonoră | [ 24 ] |
| 2020 | Bani negri (pentru zile albe) | —     | Coloana sonoră | [ 29 ] |